# Moč

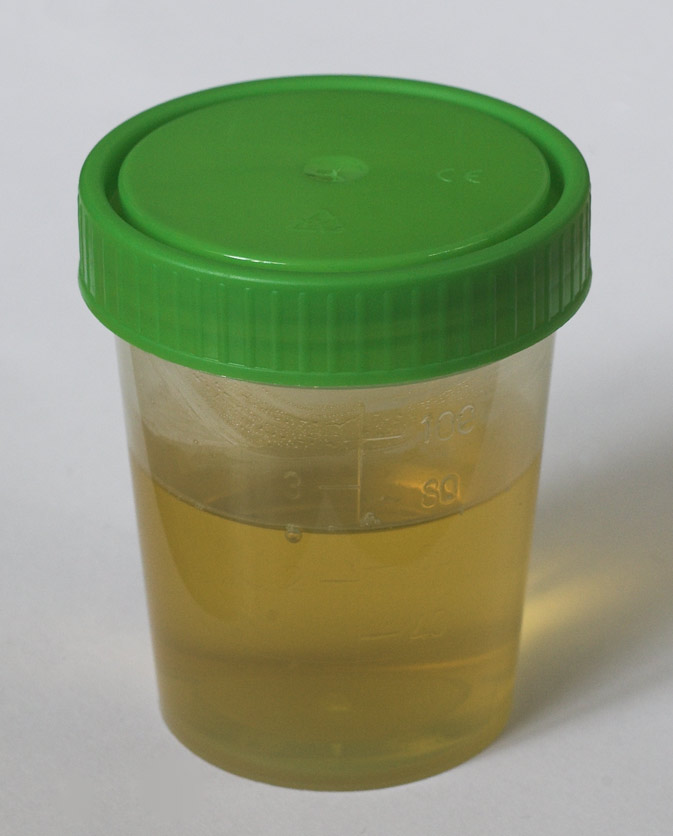
Vzorek moči

Moč je kapalný odpad vylučovaný ledvinami a po nahromadění v močovém měchýři vyloučený z těla procesem zvaným močení (urinace). Vylučování moči slouží zejména k odstraňování odpadních molekul, filtrovaných z krve ledvinami, a pro udržování homeostázy tělesných kapalin. Mnoho živočišných druhů používá moč také k pachové komunikaci.

## Složení
Moč je průhledný vodný roztok barvy od světle žluté po jantarovou. Je to vedlejší produkt nebo odpadní kapalina, vylučovaná ledvinami, transportovaná močovody do močového měchýře, kde se hromadí, až je odvedena močovou trubicí. Moč se skládá z vodného roztoku metabolických odpadů (např. močovina – urea H2N-CO-NH2), dalších organických látek a solí, zejména chloridu sodného. Kapaliny a materiály, filtrované ledvinami a určené stát se močí, pocházejí z krve nebo intersticiální (vmezeřené) tekutiny. Složení moči je upraveno procesem reabsorpce, který je řízen hormonálně (AD hormonem (ADH) z hypotalamu, při jehož nedostatku vzniká úplavice močová, a aldosteronem). Při tomto procesu reabsorpce jsou užitečné molekuly a ionty nutné pro tělo, např. glukóza a vápník Ca2+, reabsorpovány přenášejícími molekulami zpět do krevního oběhu. Odtékající tekutina obsahuje vysoké koncentrace močoviny a jiných nadbytečných nebo potenciálně toxických substancí, které budou odvedeny z těla močením. Moč je produkována procesem filtrace, reabsorpce a tubulární sekrece (trubicovitého vylučování). Zdravá moč prakticky neobsahuje glukózu. pH moči je menší než 7, moč je tedy slabě kyselá.
Moč obsahuje velké množství močoviny, výborného zdroje dusíku pro rostliny, a je tedy užitečný urychlovač kompostu. Močovina je 10 000krát méně toxická než amoniak (čpavek) a je vedlejším produktem deaminace (2 molekuly NH3) a buněčných produktů respirace – dýchání (1 molekula CO2) ve společné kombinaci.

## Vyprazdňování
U člověka vzniká potřeba močit při naplnění močového měchýře 150 ml a při 200 ml se močový měchýř vyklene nad stydkou sponou pánve (tento stav je vhodný pro jeho pohmatové vyšetření). Náplň močového měchýře obvykle nepřesahuje náplň 500 ml. Maximální náplň však může být až 700 ml.
Rozhodující funkci při vyprazdňování – mikci – má smrštění svaloviny měchýře a uvolnění zevního svěrače močové trubice; pomocný význam má i stah břišní svaloviny.
Centrum pro močení se nachází v dolní části bederní míchy. [zdroj?]

## Funkce
Močení je primární formou vylučování rozpustných odpadních látek tělesného metabolismu, produktů rozkladu odumřelých buněk a krevních částic, přebytečných či nevyužitých minerálií a stopových prvků, hormonů a enzymů, případně přijatých, pro organismus nevhodných chemických látek a toxinů z těla. Také tyto chemické složky mohou být detekovány, eventuálně i analyzovány rozborem moči (urinalýzou). Moč obsahuje i různé množství nerozpustných chemických směsí a dosud nerozložených biologických odpadů (např. bílkovinných substrátů) z krve, které se mohou více či méně objevovat jako zákal či sediment moči.
I když je moč často považována za 'nečistou', není to pravidlem. V případě ledvinové infekce nebo infekce močového traktu, příp. i jiné infekce v organismu, může moč obsahovat bakterie či jiné mikroorganismy. Obvykle je však moč, když opouští tělo, prakticky sterilní. Po vyloučení však vzdušné či povrchové mikroorganismy, které moč kontaminují, přemění chemické a biologické složky moči mimo jiné i na látky, které jsou odpovědny za charakteristický pach staré moči, při výraznějších onemocněních i za odpudivý zápach "nemocné" moči. Značně páchnoucí je např. čpavek, který vzniká z močoviny. Výraznější bývá také odér z více koncentrované moči díky vyššímu příjmu mineralizované potravy či nápojů, zvláště není-li současně zajištěn větší příjem základní tekutiny, tj.čisté vody.
Některé nemoci mění kvantitu, konzistenci (hustotu) a složení moči, (např. cukr v moči může být příznakem diabetes mellitus – cukrovky).
Moč indikuje, jak dobře je tělo zásobeno vodou, jak dobře s ní hospodaří. Dostatečné množství vody v těle se obvykle projevuje jasnou, vodě podobnou močí, zatímco dehydrovaný člověk vylučuje hustší, koncentrovanější, tmavě žlutou až hnědou moč. Tu je někdy vidět například ráno po větší konzumaci alkoholu. Pro rozklad alkoholu a vyloučení jeho složek z organismu je sice třeba mnoho vody, moč navíc ztmavne větším odpadem rozkladných látek z jater v krvi. I tyto látky musí ledviny částečně vyloučit do moči.

## Využití moči

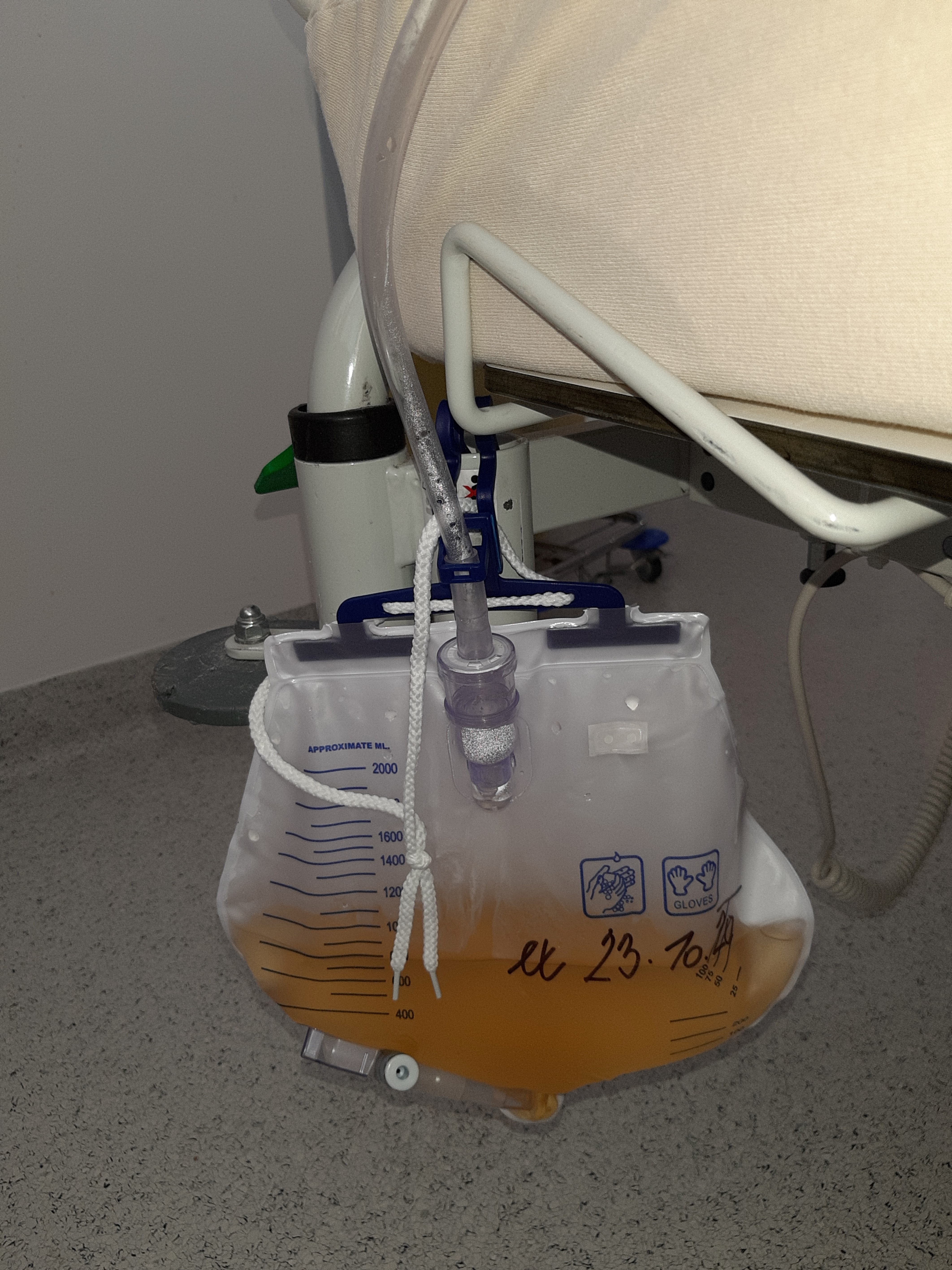
Sběrný nemocniční sáček, používaný během cévkování.

Z historie je známé všestranné užití moči: používala se jako dezinfekce na rány či omrzliny. Za první světové války i oficiální směrnice doporučovala jako ochranu proti jedovatým plynům napustit močí kapesník a přiložit jej na obličej – v případě, že nebyla k dispozici maska. Laponci, Sámové (nepřesně Eskymáci) mají rituál, kdy jeden močí druhému přes rameno – možná i díky tomu vzniklo úsloví, že někdo někoho přečural. Existuje také tzv. urinoterapie, kdy pití vlastní moči (či jiné způsoby aplikace) údajně napomáhá při léčbě bércových vředů, zánětech kůže a křečových žil, při léčení plísní a u dalších chorob.
„Patří mezi způsoby alternativní léčby, o jejichž účincích lze určitě vést diskuse, ale je fakt, že zdravému lidskému organismu konzumace moči určitě neškodí. Stejné je to i s přikládáním obkladů či zábalů na tělo, na elasticitu či jiné vlastnosti pokožky nemá sebemenší vliv,“ tvrdí urolog MUDr. Martin Jandák. Moč je čirá, obvykle světle žlutá (v zimě bývá o něco tmavší); čerstvá téměř nepáchne, může být slaná i trpká, hodně záleží na složení stravy. Diagnostika moči se využívá jako analytická metoda v medicíně.
Lidská moč je cenným hnojivem. Např. ve Finsku se v některých oblastech vracejí k tomuto starobylému způsobu hnojení. Doporučuje se ředit vodou asi 1:10. V Japonsku moč prodávali rolníkům na zpracování do hnojiv. Ve starověkém Římě byla moč lidí i zvířat používána jako bělící činidlo pro čištění oděvů. V současnosti společnost Port-a-John z města Utica (stát Michigan v USA), produkující toalety, vyvinula filtr na sběr medicínsky důležitých proteinů od uživatelů jejích chemických toalet.
NASA testuje přístroj na výrobu pitné vody z lidské moči.
Zlatavá barva moči vedla v minulosti k domněnce, že je způsobena obsahem zlata. Alchymisté věnovali mnoho času pokusům extrahovat zlato z moči. To se jim sice nepovedlo, ale vedlo to k některým zajímavým objevům. Např. bílý fosfor byl objeven německým alchymistou Hennigem Brandem v roce 1669 při destilaci fermentované (kvašené) moči. V roce 1773 francouzský chemik Hilaire Rouelle získal vařením moči organickou sloučeninu močovina.